# Jean Tassel
Jean Tassel, né à Langres le 20 mars 1608 décédé à Langres en 1667, est un peintre français.

## Biographie
Jean Tassel est, avec Philippe Quantin, l’une des figures les plus marquantes de la peinture bourguignonne du deuxième tiers du XVIIe siècle. Signalons qu'antérieurement en Bourgogne, Langres est incluse dans la Champagne en 1452. 
Né à Langres en 1608, il appartient à une famille de peintres de Langres : son grand-père Pierre (né vers 1521) et son père Richard (1580-1660) sont établis dans cette ville et Richard y eut aussi une activité d’architecte comme « des réparations et des fortifications ». 
Formé selon toute vraisemblance dans l’atelier familial, Jean séjourna à Rome, où il est mentionné en 1634 dans un registre de la paroisse de Santa Maria del Popolo : on sait qu’il pendant ce séjour une copie réduite de la "Transfiguration" de Raphaël (Une video commentée de l'oeuvre de Rafael est accessible en italien sur le site de l'association La Bellezza dell'Arte à Rome. Sa peinture fut incontestablement marquée par ce romain, même s’il est difficile de reconstituer avec quels artistes il fut réellement en contact. L’usage du luminisme, et certains sujets (comme "La Diseuse de bonne aventure"), témoignent qu’il fut sensible aux leçons du Caravage. Pourtant, c’est des Bolonais (Dominichino, Guido Reni), qu’il apprit l’élégance de ses compositions et le raffinement de ses gammes chromatiques. Il établit aussi des relations avec les nombreux peintres français, flamands et hollandais alors attirés par l’actif milieu romain. 
Un document prouve sa présence à Avignon en 1636. Il est à Langres en 1647 où il épouse Simone Contet (selon les archives communales 
citées par Henry Ronot : Langres au XVII e, p. 40, note). Il passa la plus grande partie de sa vie dans cette ville, où il eut des fonctions municipales et où il mourut en 1667.
L’évolution de son style montre que Tassel se tint au courant des nouveautés du milieu artistique parisien : l’influence de Simon Vouet et de Laurent de La Hyre, par exemple, est évidente. Une tradition voudrait que Le Brun ait proposé à Tassel de collaborer avec lui aux grandes décorations commandées par Louis XIV : Tassel aurait préféré rester à Langres. Ne possédant pas le talent qui lui aurait permis de s’imposer à Paris, Tassel est en effet caractéristique d’un artiste provincial, assimilant les courants italiens, flamands ou parisiens, puisant parfois l’inspiration de ses compositions dans des gravures, mais élaborant, grâce au recul qu’il peut conserver par rapport à ces modèles, un style personnel bien identifiable, chez lui non exempt de certaines faiblesses mais incontestablement savant et empreint de beaucoup de grâce et de poésie.
Comme celui de Richard Tassel, l’atelier de Jean Tassel fut actif non seulement à Langres, mais aussi très largement dans le diocèse de Langres et même au-delà. Les commandes furent particulièrement nombreuses à Dijon pendant près d’un demi-siècle, comme en témoignent les œuvres de Richard, puis de Jean Tassel qui ont été saisies à la Révolution dans les communautés religieuses. Un ensemble particulièrement important de tableaux fut réalisé par Jean Tassel pour le couvent des Ursulines de Dijon, fondé par Catherine de Montholon, conformément à un marché de 1648, dont la plupart se trouvent actuellement au musée des Beaux-Arts de Dijon.

## Œuvres

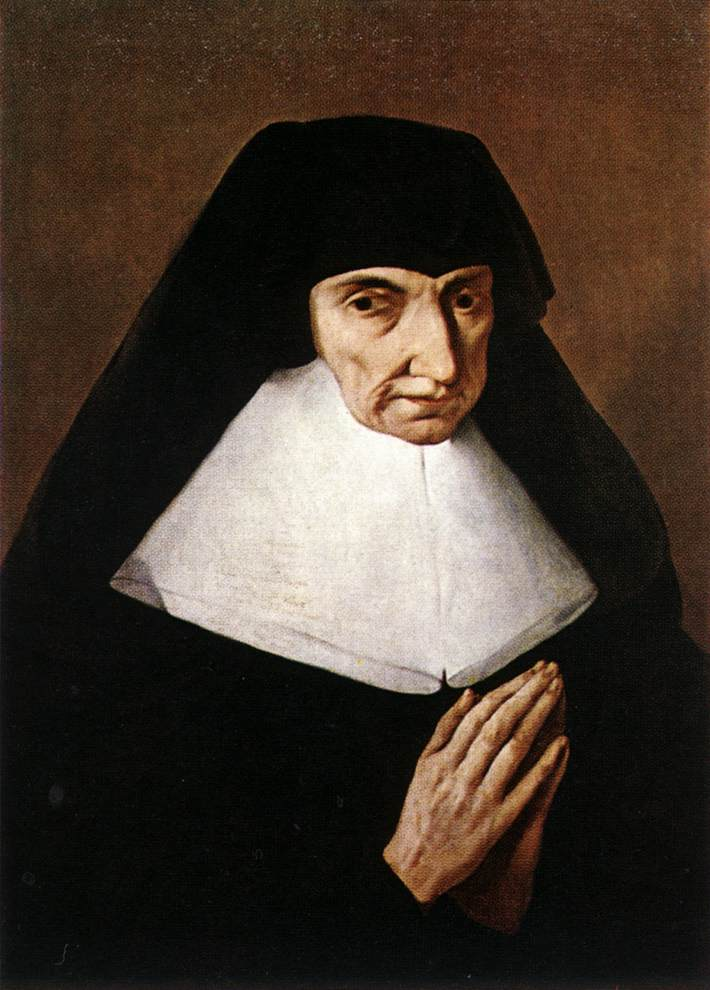
Portrait de Catherine de Montholon.

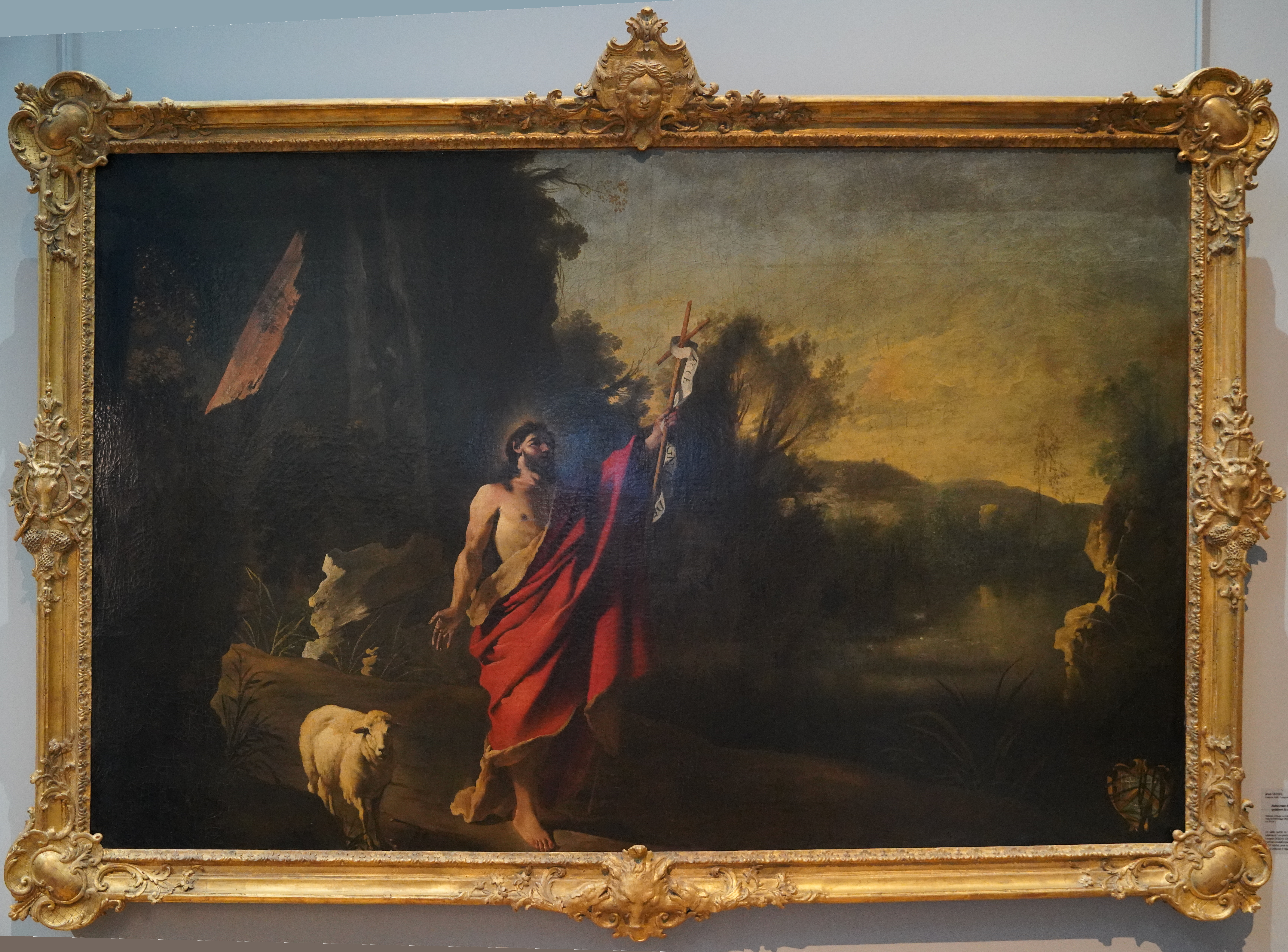
Jean baptiste quittant la solitude, musée Saint-Loup.

- Musée des beaux-arts de Dijon, Dijon :
  - Portrait de Catherine de Montholon, v. 1648, huile sur toile, 62.4 x 52.4 cm[2]
  - La Sainte Famille en marche, v. 1660, huile sur toile, 104 x 82 cm[1]
  - La Présentation de l'Enfant Jésus au Temple, huile sur toile, 86 x 71 cm[3]
  - Trois nymphes, huile sur toile, 65.2 x 48.8 cm[4]
  - Tobie et l'Ange, huile sur toile, 134.5 x 101 cm
  - L'Ange Gardien, huile sur toile, 61 x 46 cm
  - Tête de la Vierge, huile sur toile, 58.2 x 46.6 cm
  - La Présentation de la Vierge au Temple, huile sur toile, 86 x 71.5 cm
  - Saint Jacques, huile sur toile.
- Musée Saint-Loup, Troyes :
  - Dame en Cléopâtre,
  - Adam et Eve,
  - Arbre de Jessé,
  - Ecce homo,
  - Prédiction de Paul à Éphèse
  - Tobie et l'ange,
  - Jean-Baptiste entrant en solitude,
  - Repos de la Sainte famille,
- Sainte famille, Musée Bossuet, Meaux
- Louis II de Bourbon, duc d'Enghien, reçoit la reddition de Dunkerque, Musée de l'armée
- Fuite en Égypte, Musée des beaux-arts de Rennes
- La Diseuse de bonne aventure, vers 1640-1650, huile sur toile, 99 x 137 cm, Montpellier, musée Fabre.
- Diane rencontrant Vénus, huile sur toile, 136 x 200 cm, Sète, musée Paul Valéry
- Vol de voyageurs, Musée national de Varsovie.
- Un concerto di uomo con chitarra – Un concert d’homme avec guitare, d’après Jean Tassel. Huile sur bois, cm. 40 x 54. Palazzo Montecitorio, à Rome (communément Montecitorio, Chambre des députés). Inv. 36895.